# Післяримська Британія

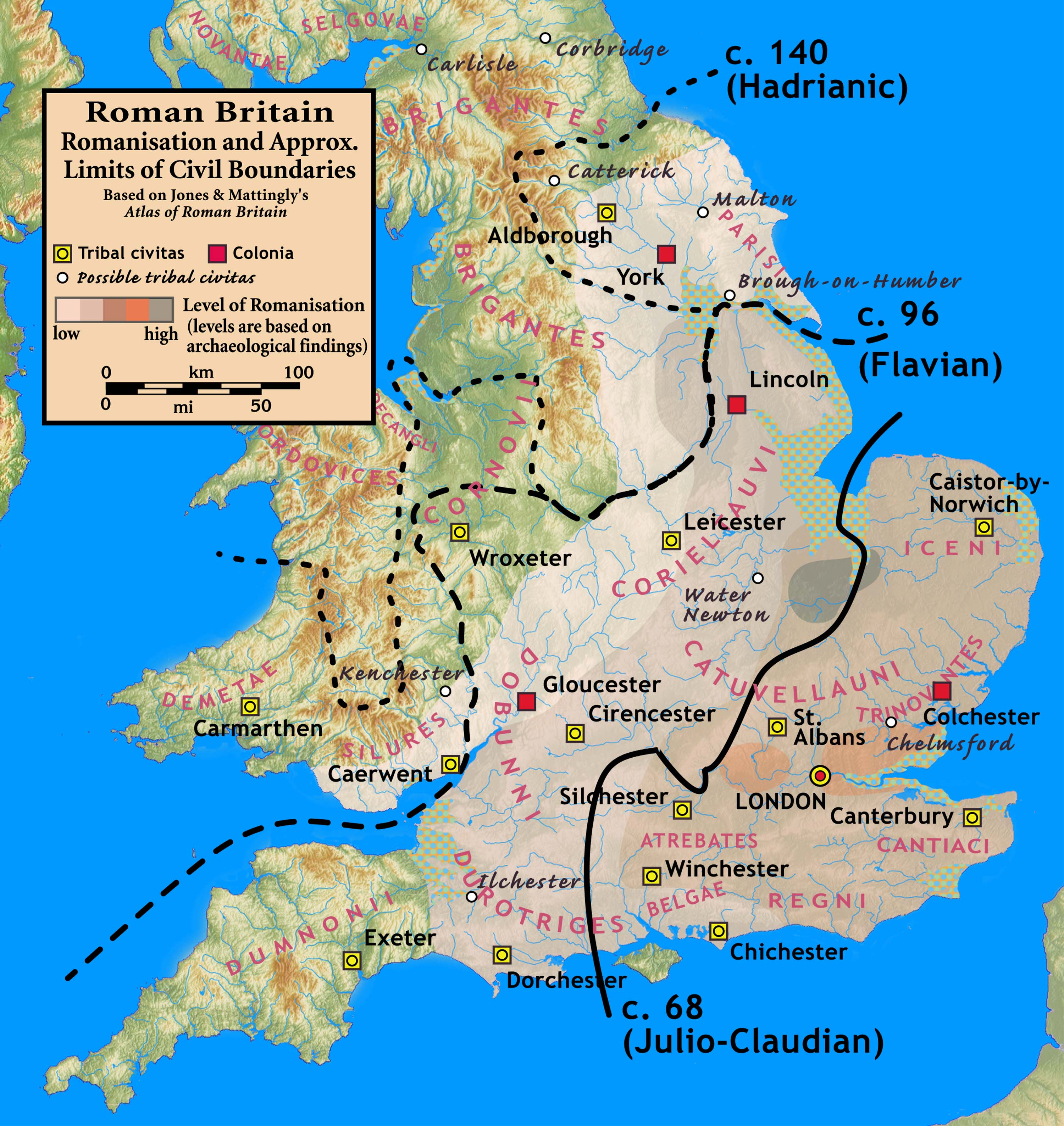
Відносна оцінка рівня романізації Британії заснована на археології. Романізація була найбільшою на південному сході, дещо меншою на заході та на півночі ще меншою мірою. На захід від лінії, що з'єднує Хамбер і Северн, і навіть Корнуоллі та Девоні, проникнення римської культури було мінімальним чи взагалі не було

Післяримська Британія - період пізньої античності в історії Британії, що охоплює кінець римського правління наприкінці IV - початку V століття і тривав у VI столітті, аж до остаточного утвердження на острові германського панування. Хоча культура населення Британії в цей період була в основному заснована на римській та бриттській культурах, на острові також проживали сакси, що походили з території сучасної Нижньої Саксонії і оселилися в Британії спочатку як римські федерати. Сакси, а також англи й юти, поступово встановили контроль над нинішньою Англією, розпочавши англосаксонський період її історії. Пікти на півночі Шотландії перебували поза впливу залишкової римської культури.

## Кінець римської влади
Однією з головних проблем історіографії післяримської Британії було точне датування кінця римської влади на острові. Були запропоновані різні дати: кінець карбування монет у 402, повстання узурпатора Костянтина III в 407, повстання, згадане Зосимою під 409, коли романо-брити почали виганяти римських чиновників із міст, чи рескрипт Гонорія в 410. Дата остаточного падіння римської Британії є складним питанням, і точний процес, ймовірно, залишиться незрозумілим.
Існують деякі розбіжності щодо того, чому закінчилося римське панування над Британією. Згідно з класичною версією, якої дотримувався, зокрема, Моммзен, Рим відмовився від Британії. Внутрішня нестабільність імперії і неможливість залишати в Британії дорогоцінні легіони, такі необхідні для того, щоб зупинити просування варварів, були головними причинами. Таким чином, саме загальний крах Римської імперії призвів до кінця Римської Британії. Проте інші історики, такі як Майкл Джонс, стверджують, що не Рим кинув Британію, а Британія покинула Рим. Британія була центром повстань безлічі претендентів на імператорський трон наприкінці IV і на початку V століть, а грошовий потік на острів, схоже, вичерпався на початку V століття, що означало, що цивільні службовці та легіони не могли отримувати регулярну плату. Все це говорить про те, що Великобританія вступила в період широкомасштабного повстання проти імперського центру.
Останнім часом розглядається можливість того, що наприкінці V століття романо-бриттський король або вождь, якого деякі ідентифікують як Амвросія Авреліана, міг завдати поразки англосаксонським загарбникам при Бадонському Пагорбі, біля Бата, і дати початок легенді про короля Артура. Цей період збігається з частковим відновленням Римської імперії під владою Юстиніана і закінчується Юстиніановою чумою, жертвами якої стали мільйони людей по всьому світу, і особливо постраждали урбанізовані народи, як романо-брити, тоді як сільським германським народам чума завдала менших збитків. У ці роки англосаксам вдалося завоювати деякі території, що утримувалися останніми романо-бриттами, які сильно постраждали від чуми і подальшого зниження народжуваності, і з 550 всі свідчення про римську або романо-бриттську культуру в Британії зникли.